# Léküthosz

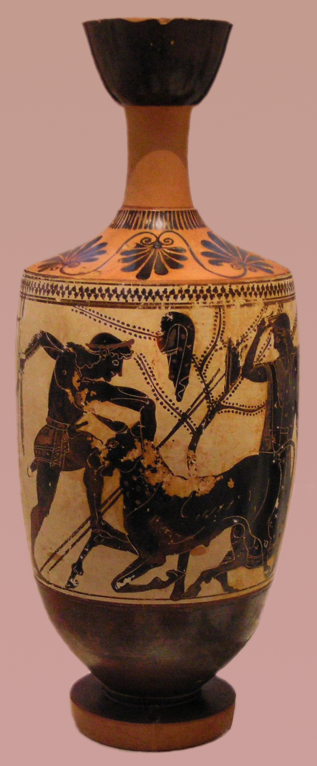
Thészeusz és a Minótaurosz, fehéralapos léküthosz, kb. Kr. e. 500

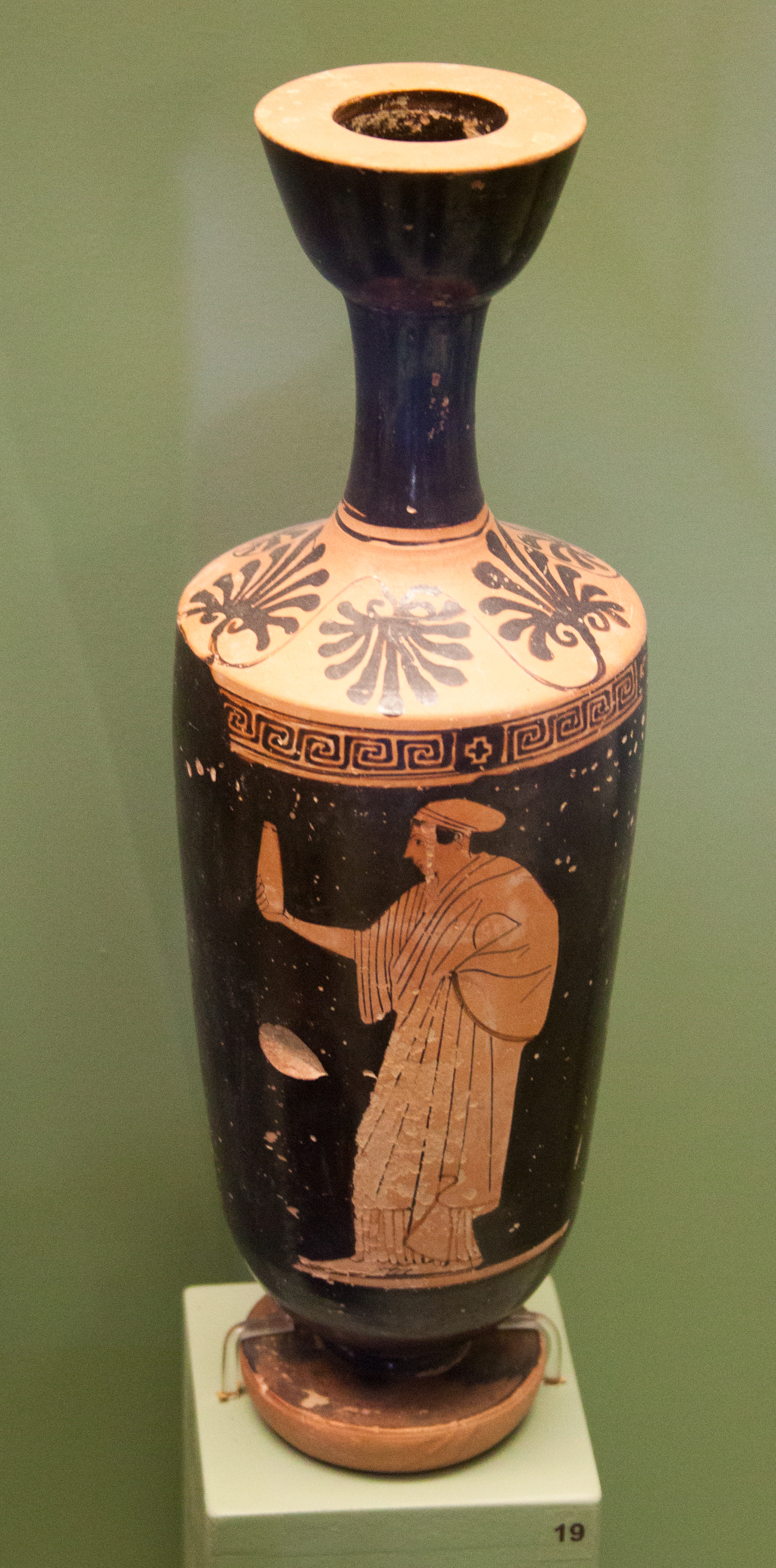
Attikai vörösalakos léküthosz, alabasztront tartó nőalakkal a Rodoszi Archeológiai Múzeumban

A léküthosz (görögül λήκυθος, többes számban léküthoi) szűk nyakú, mély szájú edénytípus, amely a Kr. e. VI. században jelent meg a görög keramikában.
Az eredetileg gömbölyű test a század végére tojásdaddá vált, majd henger alakú lett és éles szögben elváló vállat kapott: ez a Kr. e. V. század jellemző léküthosz-típusa. Ezt a Kr. e. IV. század körül alacsonyabb, talpatlan, széles testű forma váltotta fel, amely egészen a század végéig élt. A gyakran művészi festéssel díszített léküthoszokban az atléták olajat, a nők illatszereket tartottak. A halottkultuszokban használt léküthoszokat a Kr. e. V. századi Athénben fehéralapos festéssel is díszítették.